# Spiridion scrobiculare
Spiridion scrobiculare är en ringmaskart som beskrevs av Lastockin 1937. Spiridion scrobiculare ingår i släktet Spiridion och familjen glattmaskar. Inga underarter finns listade i Catalogue of Life.